# Rhynchanthrax
Rhynchanthrax är ett släkte av tvåvingar. Rhynchanthrax ingår i familjen svävflugor.
Kladogram enligt Catalogue of Life:
| Rhynchanthrax | \| \| Rhynchanthrax capreus \| \| \| \| \| \| Rhynchanthrax maria \| \| \| \| \| \| Rhynchanthrax nigrofimbriata \| \| \| \| \| \| Rhynchanthrax parvicornis \| \| \| \| \| \| Rhynchanthrax rex \| \| \| \| \| \| Rhynchanthrax texanus \| \| \| \| |
|               | \| \| Rhynchanthrax capreus \| \| \| \| \| \| Rhynchanthrax maria \| \| \| \| \| \| Rhynchanthrax nigrofimbriata \| \| \| \| \| \| Rhynchanthrax parvicornis \| \| \| \| \| \| Rhynchanthrax rex \| \| \| \| \| \| Rhynchanthrax texanus \| \| \| \| |
|               | Rhynchanthrax capreus |
|               | |
|               | Rhynchanthrax maria |
|               | |
|               | Rhynchanthrax nigrofimbriata |
|               | |
|               | Rhynchanthrax parvicornis |
|               | |
|               | Rhynchanthrax rex |
|               | |
|               | Rhynchanthrax texanus |
|               | |